# Костешты (Яловенский район)
Костешты (рум. Costeşti, Костешть) — село в Яловенском районе Молдавии. Относится к сёлам, не образующим коммуну.

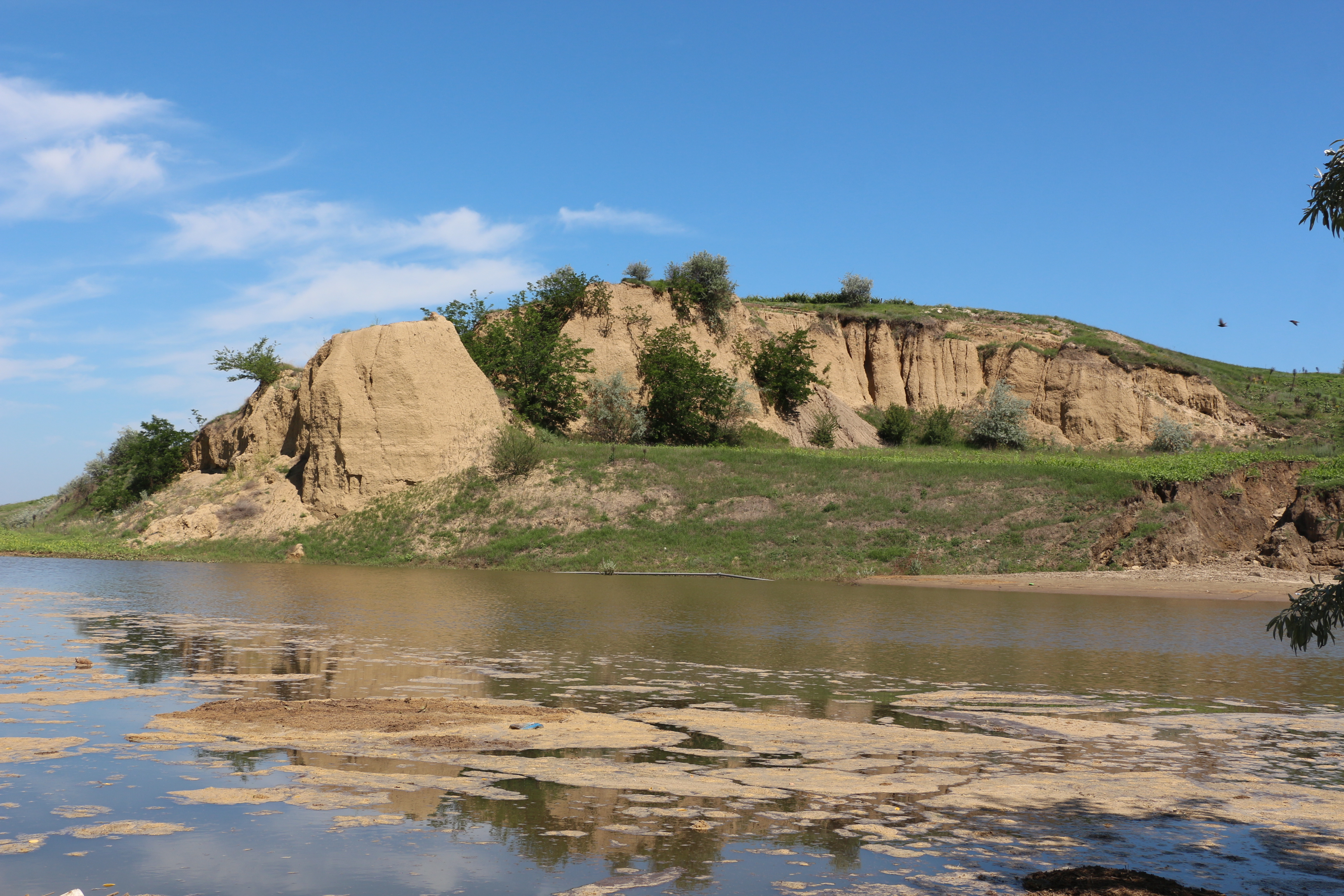
Костештское обнажение — памятник природы

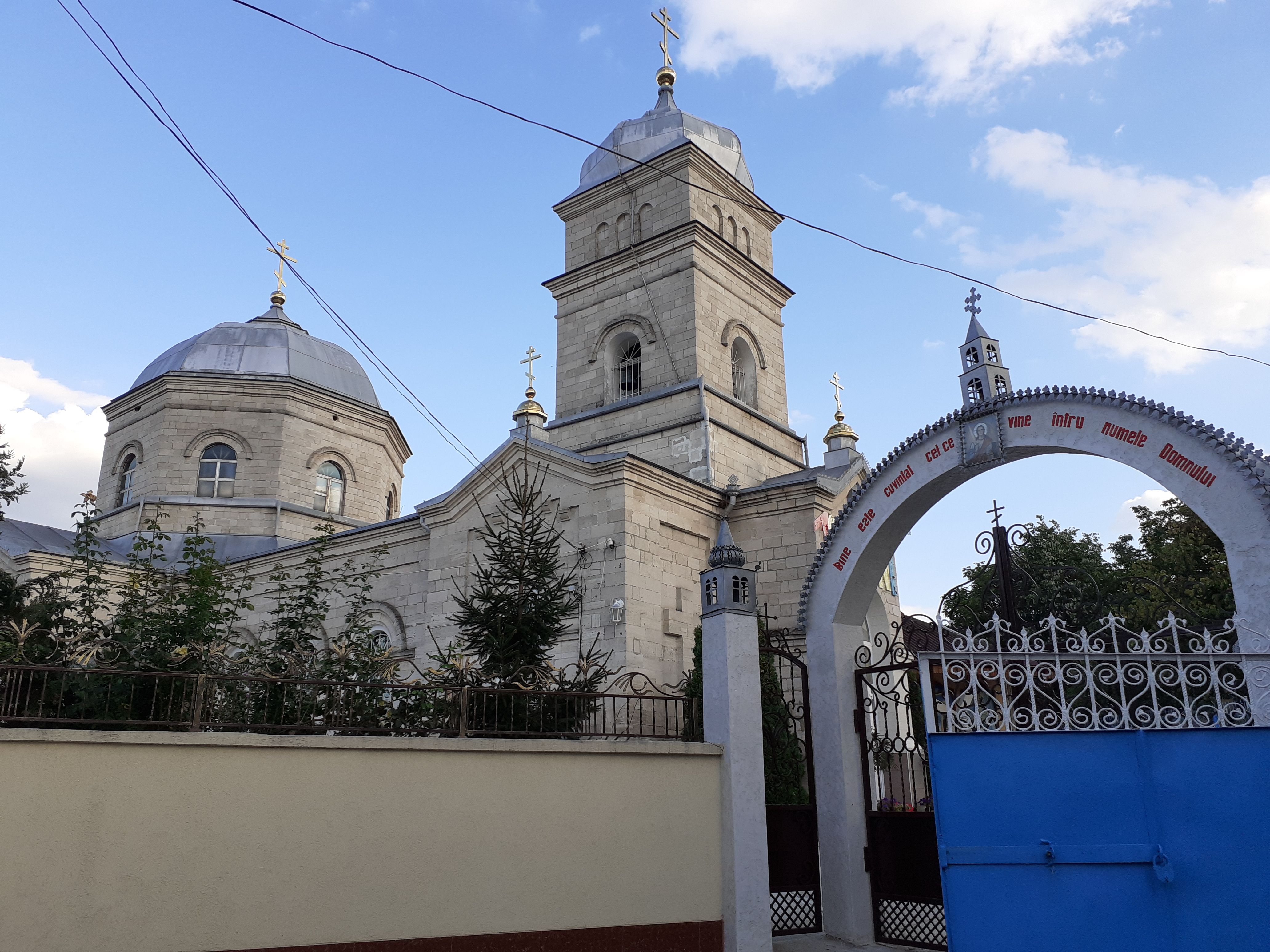
Церковь Святых Архангелов Михаила и Гавриила

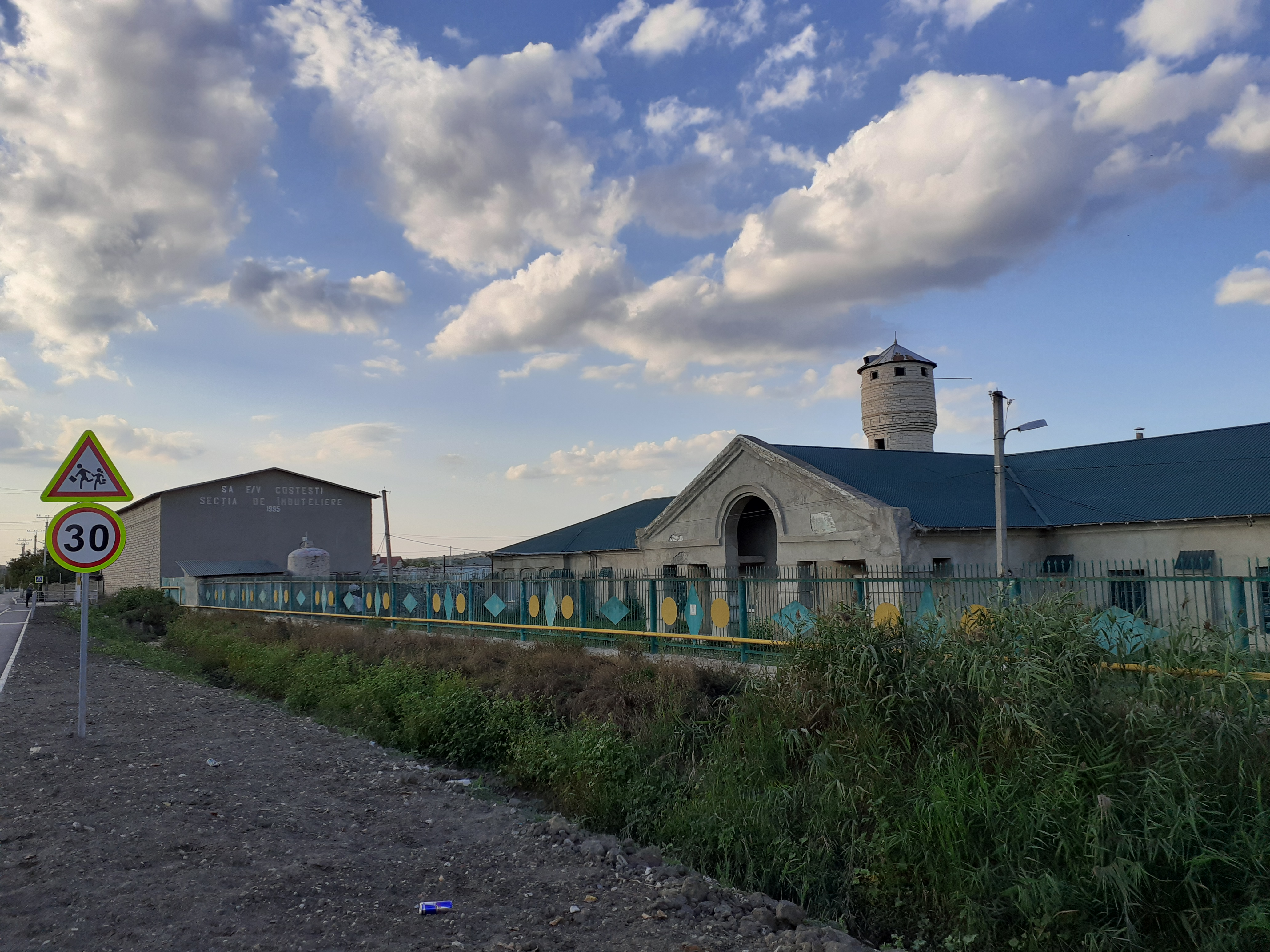
Винный завод

## География
Село расположено на высоте 154 метров над уровнем моря.
У села протекает река Ботна.
К северу от села, на левом берегу реки Ботна, рядом с дорогой на Малые Милешты, находится геологический памятник природы — Костештское обнажение.

## Инфраструктура
В 2017 году в селе планируется построить туристический комплекс.
В селе имеется винный завод.

## Археология
Возле села находится городище трипольской культуры.

## Население
По данным переписи населения 2004 года, в селе Костешть проживает 11128 человек (5518 мужчин, 5610 женщин).
Этнический состав села:
| Национальность | Число жителей | Процентный состав |
| -------------- | ------------- | ----------------- |
| молдаване      | 10341         | 92.93             |
| румыны         | 718           | 6.45              |
| русские        | 24            | 0.22              |
| украинцы       | 18            | 0.16              |
| цыгане         | 16            | 0.14              |
| гагаузы        | 2             | 0.02              |
| болгары        | 2             | 0.02              |
| прочие         | 7             | 0.06              |
| Всего          | 11128         | 100 %             |

## Известные уроженцы
- Степанюк, Виктор Фёдорович (род. 1958) — молдавский политик, председатель Народно-социалистической партии Молдовы.